# 淡路市
淡路市（日语：／ Awaji shi */?）是位於日本兵庫縣淡路島北部的城市。往北可通過明石海峽大橋與位於本州的神戶市相接，南側則是同位於淡路島的洲本市，西側為播磨灘，東為大阪灣。轄區中央為丘陵地，海岸則擁有多個漁港和海水浴場。淡路市佔據了淡路島北側的三分之一，並且被劃入神戶都市圈的範圍內。1995年1月17日發生的阪神大地震震央即位於轄區內。

## 人口
| 淡路市人口分布圖 |                                               |  |
| 淡路市與日本全國年齡別人口分布比較圖 （2005年資料） | 淡路市的年齡、男女別人口分布圖 （2005年資料） |  |
| ■紫色是淡路市 ■綠色是全国 | ■藍色是男性 ■紅色是女性                       |  |
| 淡路市人口變化 \| 1970年 \| 61,675人 \| \| \| 1975年 \| 59,298人 \| \| \| 1980年 \| 57,650人 \| \| \| 1985年 \| 56,306人 \| \| \| 1990年 \| 54,643人 \| \| \| 1995年 \| 53,235人 \| \| \| 2000年 \| 51,884人 \| \| \| 2005年 \| 49,078人 \| \| \| 2010年 \| 46,459人 \| \| \| 2015年 \| 43,977人 \| \| \| 2020年 \| 41,967人 \| \| |                                               |  |
| 資料來源：日本總務省統計中心提供之人口普查數據 |                                               |  |
| 1970年 | 61,675人                                      |  |
| 1975年 | 59,298人                                      |  |
| 1980年 | 57,650人                                      |  |
| 1985年 | 56,306人                                      |  |
| 1990年 | 54,643人                                      |  |
| 1995年 | 53,235人                                      |  |
| 2000年 | 51,884人                                      |  |
| 2005年 | 49,078人                                      |  |
| 2010年 | 46,459人                                      |  |
| 2015年 | 43,977人                                      |  |
| 2020年 | 41,967人                                      |  |

## 歷史
現在的轄區範圍在過去全屬淡路國津名郡，於江戶時期屬於德島藩的領地。1889年日本實施町村制後，在本市範圍內設置了鹽田村、志筑町、中田村、生穂村、佐野村、釜口村、来馬村、浦村、岩屋町、仁井村、富島村、淺野村、育波村、室津村、尾崎村、郡家村、多賀村、大町村、江井村、山田村，共2町18村。
經歷1950年代昭和大合併後，前述町村被整合為津名町、淡路町、北淡町、一宮町、東浦町共5町。2005年4月1日，這5町再次被整合，合併後成為現在的淡路市。

### 變遷表
| 1889年4月1日 | 1889年-1926年        | 1926年-1944年        | 1944年-1954年        | 1954年-1989年           | 1954年-1989年        | 1989年-現在         | 現在                |
| ------------ | -------------------- | -------------------- | -------------------- | ----------------------- | -------------------- | ------------------- | ------------------- |
| 鹽田村       | 鹽田村               | 鹽田村               | 鹽田村               | 1955年4月1日 津名町     | 1955年4月1日 津名町  | 2005年4月1日 淡路市 | 2005年4月1日 淡路市 |
| 志築町       |                      |                      |                      | 1955年4月1日 津名町     | 1955年4月1日 津名町  | 2005年4月1日 淡路市 | 2005年4月1日 淡路市 |
| 中田村       |                      |                      |                      | 1955年4月1日 津名町     | 1955年4月1日 津名町  | 2005年4月1日 淡路市 | 2005年4月1日 淡路市 |
| 生穗村       | 生穗村               | 1928年3月15日 生穗町 | 1928年3月15日 生穗町 | 1955年4月1日 津名町     | 1955年4月1日 津名町  | 2005年4月1日 淡路市 | 2005年4月1日 淡路市 |
| 佐野村       | 佐野村               | 1928年11月1日 佐野町 | 1928年11月1日 佐野町 | 1955年4月1日 津名町     | 1955年4月1日 津名町  | 2005年4月1日 淡路市 | 2005年4月1日 淡路市 |
| 大町村       |                      |                      |                      | 1955年4月1日 津名町     | 1955年4月1日 津名町  | 2005年4月1日 淡路市 | 2005年4月1日 淡路市 |
| 釜口村       | 釜口村               | 釜口村               | 釜口村               | 1956年4月1日 淡路町     | 1961年6月19日 東浦町 | 2005年4月1日 淡路市 | 2005年4月1日 淡路市 |
| 來馬村       | 1912年3月1日 仮屋町  | 1912年3月1日 仮屋町  | 1912年3月1日 仮屋町  | 1956年4月1日 淡路町     | 1961年6月19日 東浦町 | 2005年4月1日 淡路市 | 2005年4月1日 淡路市 |
| 浦村         |                      |                      |                      | 1956年4月1日 淡路町     | 1961年6月19日 東浦町 | 2005年4月1日 淡路市 | 2005年4月1日 淡路市 |
| 岩屋町岩屋浦 | 岩屋町               | 岩屋町               | 岩屋町               | 1956年4月1日 淡路町     | 淡路町               | 2005年4月1日 淡路市 | 2005年4月1日 淡路市 |
| 岩屋町箙村   | 1892年1月22日 野島村 | 1892年1月22日 野島村 | 1892年1月22日 野島村 | 1955年3月22日 北淡町    | 1955年3月22日 北淡町 | 2005年4月1日 淡路市 | 2005年4月1日 淡路市 |
| 仁井村       | 1892年1月22日 野島村 | 1892年1月22日 野島村 | 1892年1月22日 野島村 | 1955年3月22日 北淡町    | 1955年3月22日 北淡町 | 2005年4月1日 淡路市 | 2005年4月1日 淡路市 |
| 仁井村       |                      |                      |                      | 1955年3月22日 北淡町    | 1955年3月22日 北淡町 | 2005年4月1日 淡路市 | 2005年4月1日 淡路市 |
| 富島村       | 1924年4月1日 富島町  | 1924年4月1日 富島町  | 1924年4月1日 富島町  | 1955年3月22日 北淡町    | 1955年3月22日 北淡町 | 2005年4月1日 淡路市 | 2005年4月1日 淡路市 |
| 淺野村       |                      |                      |                      | 1955年3月22日 北淡町    | 1955年3月22日 北淡町 | 2005年4月1日 淡路市 | 2005年4月1日 淡路市 |
| 育波村       |                      |                      |                      | 1955年3月22日 北淡町    | 1955年3月22日 北淡町 | 2005年4月1日 淡路市 | 2005年4月1日 淡路市 |
| 室津村       |                      |                      |                      | 1955年3月22日 北淡町    | 1955年3月22日 北淡町 | 2005年4月1日 淡路市 | 2005年4月1日 淡路市 |
| 尾崎村       | 尾崎村               | 尾崎村               | 尾崎村               | 1955年3月31日 一宮町    | 一宮町               | 2005年4月1日 淡路市 | 2005年4月1日 淡路市 |
| 郡家村       | 1923年4月1日 郡家町  | 1923年4月1日 郡家町  | 1923年4月1日 郡家町  | 1955年3月31日 一宮町    | 一宮町               | 2005年4月1日 淡路市 | 2005年4月1日 淡路市 |
| 多賀村       |                      |                      |                      | 1955年3月31日 一宮町    | 一宮町               | 2005年4月1日 淡路市 | 2005年4月1日 淡路市 |
| 江井村       | 1923年4月1日 江井町  | 1923年4月1日 江井町  | 1923年4月1日 江井町  | 1955年3月31日 一宮町    | 一宮町               | 2005年4月1日 淡路市 | 2005年4月1日 淡路市 |
| 山田村       | 山田村               | 山田村               | 山田村               | 1956年4月1日 併入一宮町 | 一宮町               | 2005年4月1日 淡路市 | 2005年4月1日 淡路市 |

## 交通
淡路市對外交通主要依賴高速公路神戶淡路鳴門自動車道，往北可經由明石海峡大桥通往神戶市，往南可經由洲本市、南淡路市、大鳴門橋通往四國；此段高速公路在轄內則設有淡路交流道、淡路服務區、東浦交流道、北淡交流道、室津休息區、津名一宮交流道；包括淡路交通、神姬巴士、阪急觀光巴士、西日本JR巴士、本四海峽巴士、湊觀光巴士、德島巴士、南海巴士、關西空港交通、京濱急行巴士、JR四國巴士、京阪巴士在內的客運業者都有經營淡路市對外的高速巴士路線。國道28號為市內最主要的道路，大眾運輸主要仰賴淡路交通及本四海峽巴士的經營的公車以及社區巴士。
過去在明石海峡大桥完工通車前，本地的對外交通仰賴多條渡輪航線，不過現因渡輪難敵公路交通的便利性，大多已經停駛，現僅存淡路吉尼佛航線仍定期往返轄內岩屋港及明石港。

## 觀光資源

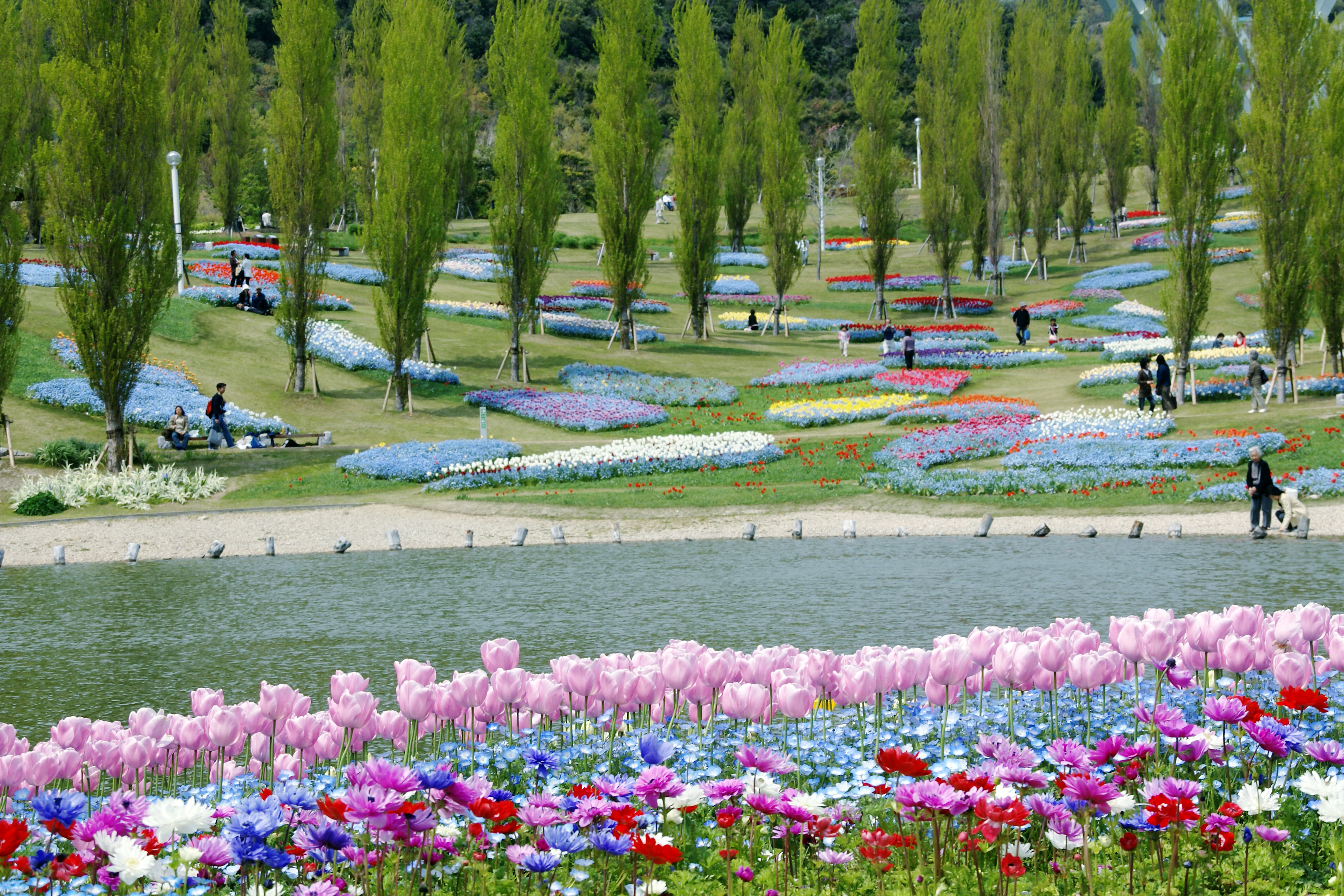
国营明石海峡公園

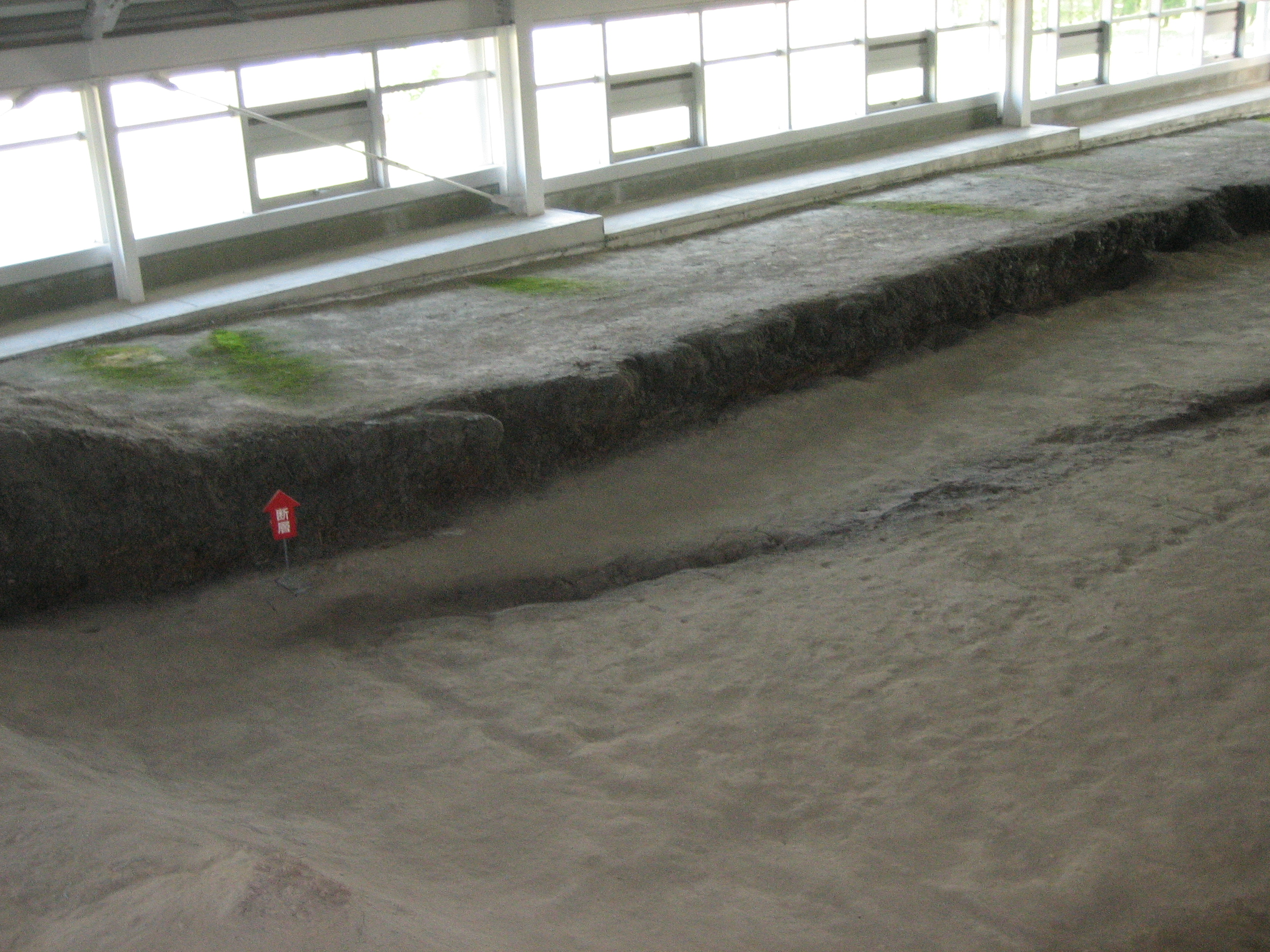
野島断層

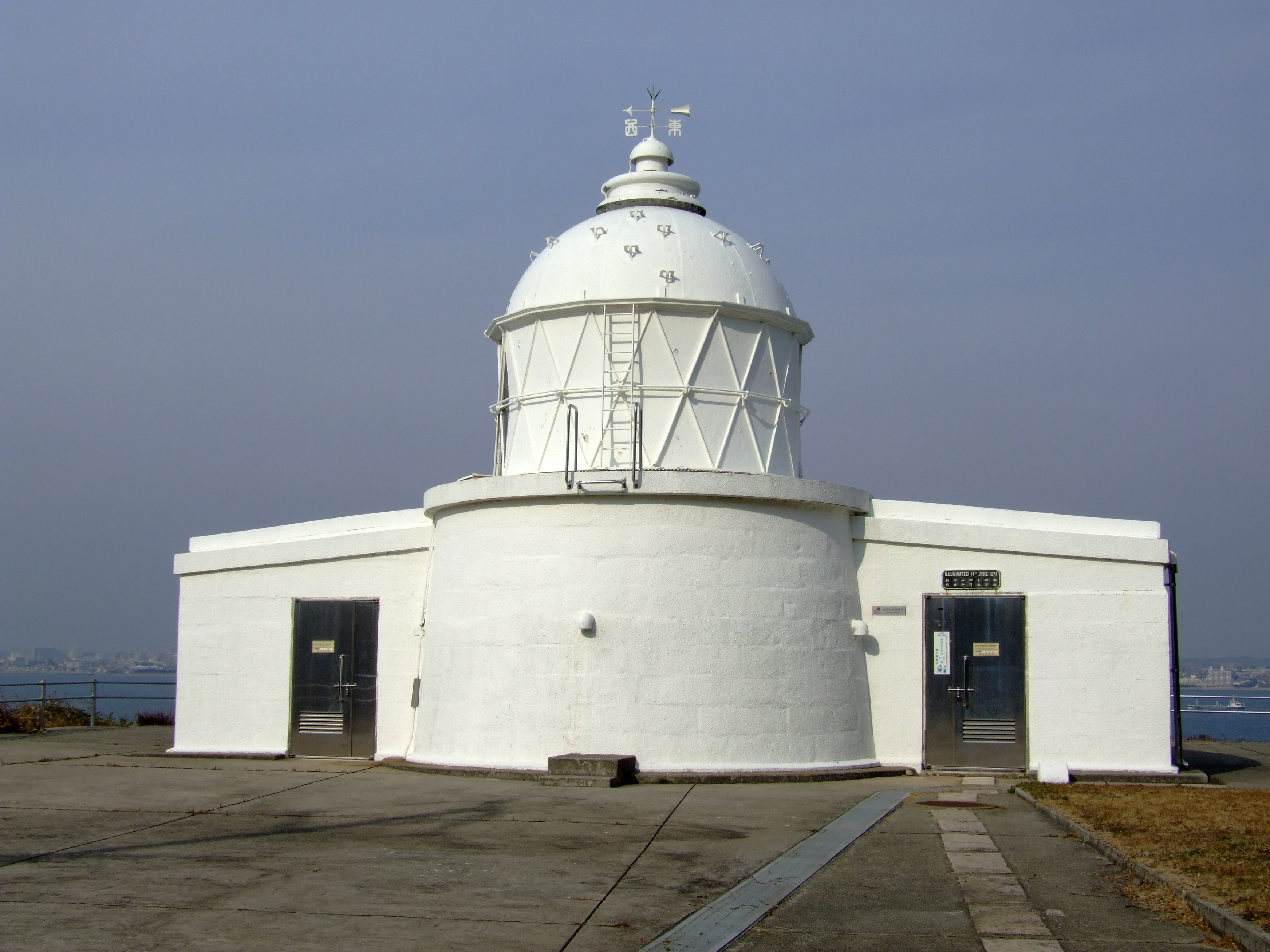
江崎灯台

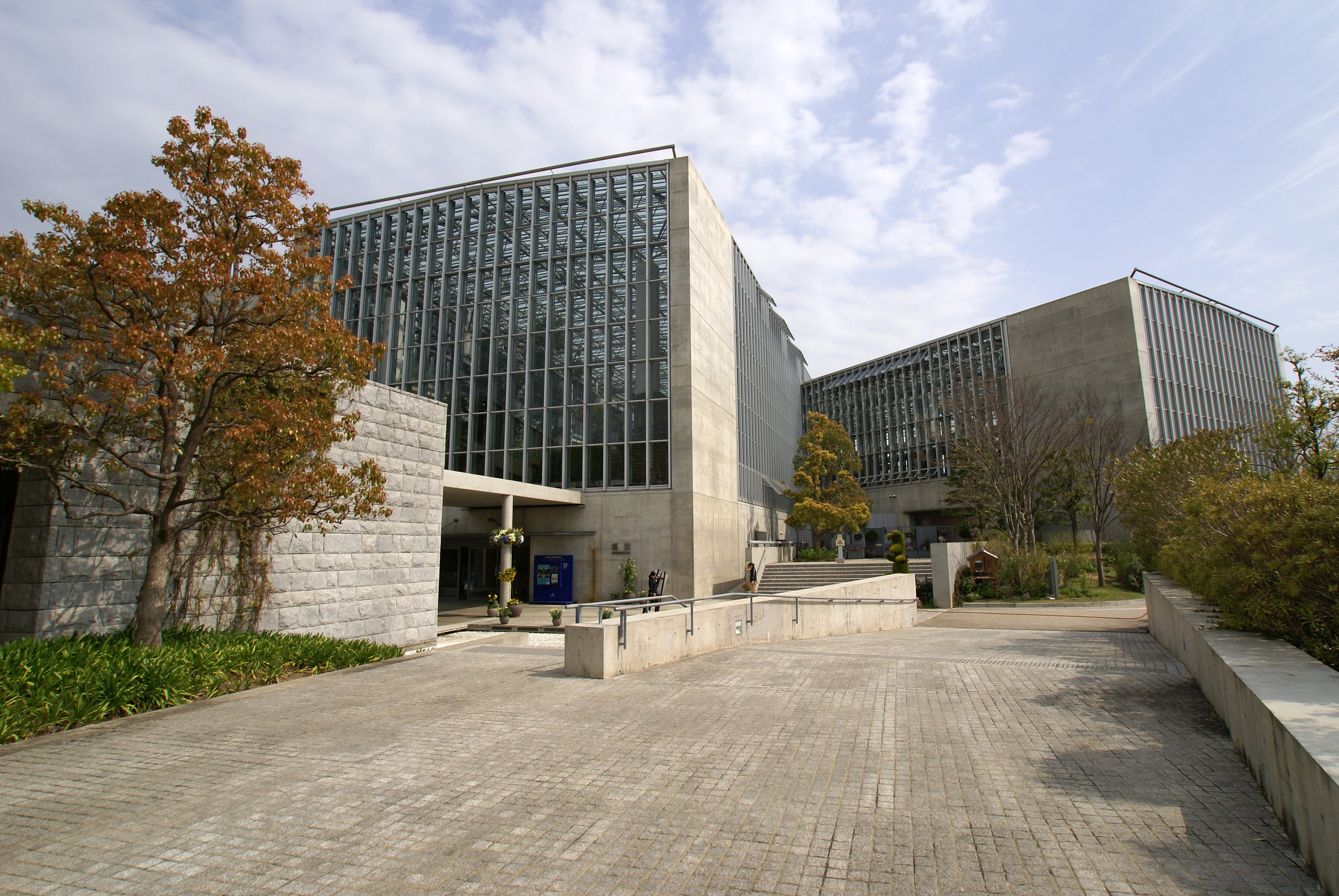
奇跡の星の植物館

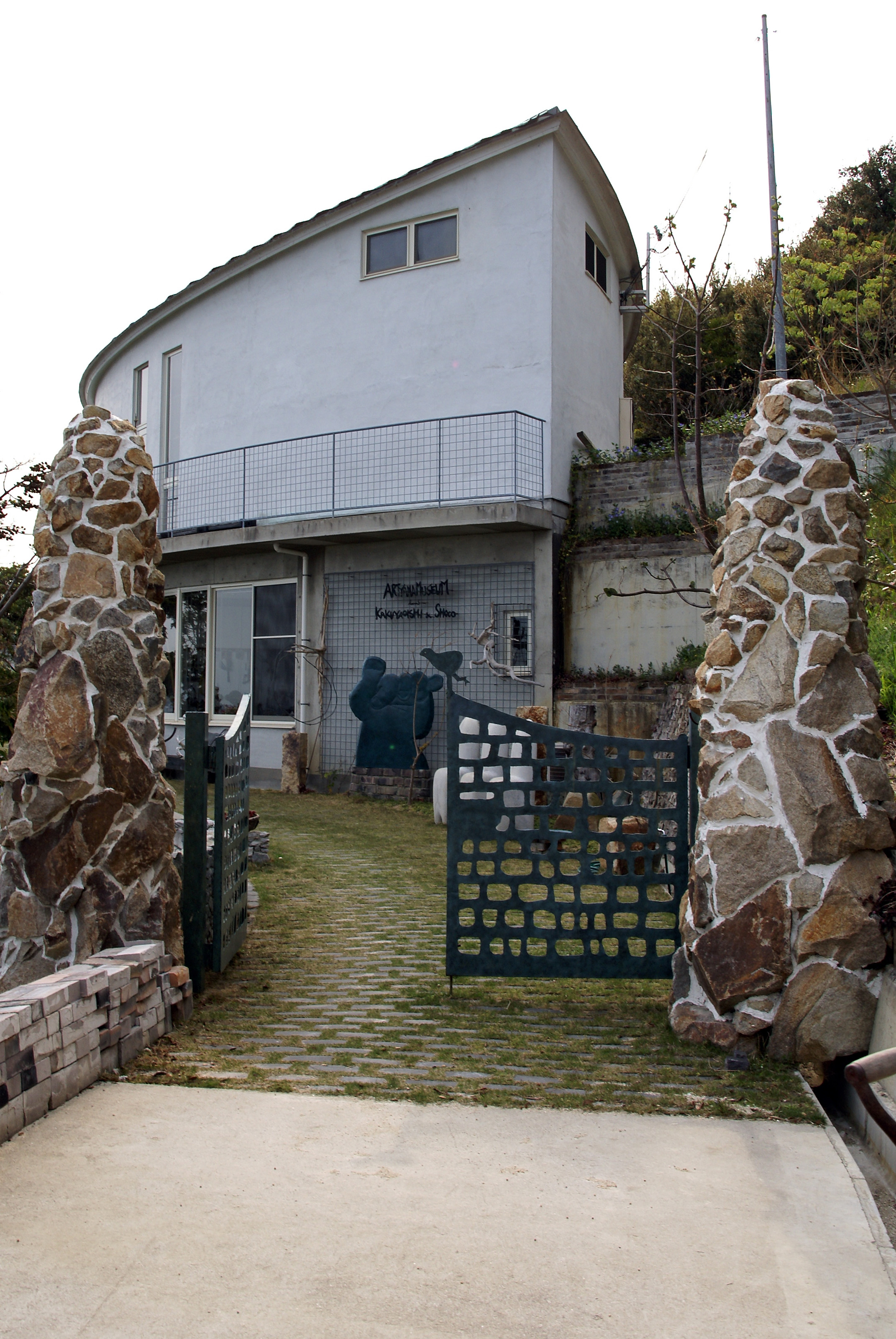
大石可久也美術館

- 五斗長垣內遺跡（日语：五斗長垣内遺跡）：彌生時代後期最大的鐵器製造群落遺跡。
- 德島藩松帆台場遺跡（日语：徳島藩松帆台場跡）：幕府末期的砲台遺跡。
- 江埼燈塔（日语：江埼灯台）
- 伊弉諾神宮：淡路國一宮、名神大社、官幣大社。
- 本福寺：水御堂由安藤忠雄設計。
- 淡路大磯藝術山、大石可久也美術館（日语：淡路大磯アート山・大石可久也美術館）
- 兵庫現立淡路佐野運動公園（日语：兵庫県立淡路佐野運動公園）
- 淡路世界公園ONOKORO（日语：淡路ワールドパークONOKORO）
- 淡路夢舞台
  - 奇跡之星植物館
- 瀨戶內海國立公園
- 国營明石海峽公園（日语：国営明石海峡公園）（淡路地區）
- 兵庫縣立淡路島公園（日语：兵庫県立淡路島公園）
- 北淡震災紀念公園（日语：北淡震災記念公園）：保留阪神大地震震央附近野島斷層。
- 兵庫縣立淡路香味公園（日语：兵庫県立淡路香りの公園）
- 兵庫縣立淡路花迴廊（日语：兵庫県立あわじ花さじき）

海水浴場
- 岩屋海水浴場
- 浦縣民陽光海灘
- 北淡縣民陽光海灘
- 北淡室津海灘
- 尾崎海水浴場
- 多賀之濱海水浴場
- 江井海水浴場

## 教育
大學
- 關西看護醫療大學（日语：関西看護医療大学）
- 蘆屋大學（日语：芦屋大学）淡路島臨海研討中心
- 神戶大學內海域環境教育研究中心
- 兵庫縣立大學大學院 綠環境景観管理研究科（兵庫縣立淡路景觀園藝學校（日语：兵庫県立淡路景観園芸学校））

## 姊妹、友好城市

### 日本
- 奥尻町（北海道奧尻郡）
- 宍粟市（兵庫縣）
- 建部町（日语：建部）（岡山縣岡山市北區）

### 海外
- 圣玛丽斯（英语：St. Marys, Ohio）（美國俄亥俄州奥格莱塞县）

## 本地出身之名人
- 志田重男：社會運動人士

## 外部連結
- （日語） 淡路島觀光導航 （页面存档备份，存于）
- （日語） 淡路市政府的X（前Twitter）
- （日語） 淡路市政府的Facebook專頁